# Ourocnemis
Ourocnemis is een geslacht van vlinders uit de familie van de prachtvlinders (Riodinidae), onderfamilie Riodininae.
Ourocnemis werd in 1887 voor het eerst wetenschappelijk beschreven door Bethune-Baker.

## Soorten
Ourocnemis omvat de volgende soorten:
- Ourocnemis archytas (Stoll, 1787)
- Ourocnemis boulleti Le Cerf, 1911